# Лебењ
Лебењ (мађ. Lébény, лат. Quadrata и Stailuco) је град у северној Мађарској, у жупанији Ђер-Мошон-Шопрон (Győr-Moson-Sopron megye). Налази се на пола пута између Мошонмађаровара и Ђера, Мађарска. Има романичку монашку цркву која је почела са радом 1208. године. Сличне средњовековне мађарске монашке цркве које финансирају породице или кланови могу се наћи у Јаку, Очи, Њирбатору, Харини и Маланкраву.

## Историја
Подручје Лебења је насељено још од неолита. Знаци људске окупације пронађени су од неолита, преко бронзаног и гвозденог доба, укључујући ископане остатке келтског битисања. Када је Тиберије, касније римски цар, прешаоо Трансданубију 9. године нове ере, основао је војни логор и цивилно насеље у области данашњег Лебења.
У каснијим вековима регион су насељавали Хуни, затим Лангобарди, а затим Авари, који су прешли у хришћанство. Ископавања су потврдила да је у Лебењу већ постојала значајна заједница у време мађарског освајања Карпатског басена у 9. и 10. веку, укључујући словенске групе.
Први писани помен места је под именом Либин 1208. године.

## Становништво
Током пописа из 2011. године, 85,6% становника се изјаснило као Мађари, а 4,3% као Немци (14% се није изјаснило, због двојног држављанства, укупан број може бити већи од 100%). 
Верска дистрибуција је била следећа: римокатолици 54,7%, реформисани 1%, лутерани 15%, гркокатолици 0,1%, неденоминациони 3,9% (25,1% се није изјаснило).